# Lost Melodies
『Lost Melodies』は、1994年4月25日にワーナーミュージック・ジャパンからリリースされた、奥井亜紀のファーストアルバム。このアルバムから"wea japan"レーベル発売となる。（シングル『銀のスプーンで』のみワーナーブラザーズレーベルとなっている）

## 解説
- ファーストシングル「銀のスプーンで」を発売後、約5ヶ月の期間を経て発売された。
- 現在もライブの定番となっている「もう何にもいらない」や「幸せのつくりかた」等が収録されている。
- なお、現在では生産中止になっているため、入手するのが困難な作品である。

## キャッチコピー
何か忘れものはありませんか？

## 収録曲
1. 銀のスプーンで
デビューシングル
2. I'm Free
3. Close to the sky
4. I LOVE YOU
5. TAKE OFF
6. 0.99
7. もう何にもいらない
シングル「銀のスプーンで」のカップリング曲。
8. 幸せのつくりかた
9. はじめの一歩
10. Lost Melodies

- 作詞・作曲 ： 奥井亜紀
- 編曲 ： 菅野ようこ（M-1・8）、小野寺明敏（M-2・4・7）、大村雅朗（M-3・5・9・10）、鶴来正基（M-6）

## 参加ミュージシャン
- 菅野よう子
- 小野寺明敏
- 大村雅朗
- 鶴来正基
- coba